# Kvistofta (fd småort)
Kvistofta (fd småort) var före 2015 en av SCB avgränsad och namnsatt småort i orten Kvistofta i Helsingborgs kommun. Vid 2015 års avgränsning klassades den som en del av tätorten Vallåkra.